# Niuja
Niuja (ros. Нюя) – rzeka w Rosji, w Jakucji; lewy dopływ Leny. Długość 798 km; powierzchnia dorzecza 38 100 km²; średni roczny przepływ u ujścia 115 m³/s.
Płynie w kierunku wschodnim po Płaskowyżu Nadleńskim; wszystkie większe dopływy są lewe. Spławna na prawie całej długości; żeglowna od 146 km od ujścia; wiosną bardzo wysokie stany wody.
Zamarza od października do maja; zasilanie głównie śniegowe.